# 腓特烈松站
腓特烈松站（丹麥語：Frederikssund Station）现在是哥本哈根市郊铁路的一个尽头式车站，位于丹麦首都大区腓特烈松自治市。哥本哈根市郊铁路C线全部列车及哥本哈根市郊铁路H线的少部分列车西端终点站设于本站。 该站还附设大型巴士转换站，可换乘通往多个方向的巴士。

## 历史
本站于1879年6月15日启用，初期是连接哥本哈根至腓特烈松的铁路终点站，位置也大致是现在的位置。
1928年西兰岛中部铁路Hvalsø⟷腓特烈松段通车后，腓特烈松站迁至南边500米外的位置，第二代站房启用。当时的腓特烈松还有跨罗斯基勒湾的铁路桥。当时还计划将西兰岛中部铁路延线至斯朗厄鲁普和希勒勒，但该计划最终因1936年Hvalsø⟷腓特烈松的铁路关闭而取消。
此后，腓特烈松站又在新地址运营了50余年。腓特烈松站新老车站间通过巴士接驳。老站房一直是铁路资产，在腓特烈松站在新地址运营期间老站房被用作货运。1989年5月28日，哥本哈根市郊铁路引入腓特烈松站后，腓特烈松站又迁回了原地址，第三代站房随之启用。

## 外部連結
- 丹麦国家铁路官网对本站的介绍 （页面存档备份，存于）（丹麦文）